# فیشر لندینگ (نیویورک)
فیشر لندینگ (به انگلیسی: Fishers Landing) یک منطقهٔ مسکونی در ایالات متحده آمریکا است که در شهرستان جفرسون، نیویورک واقع شده‌است. فیشر لندینگ ۸۹ نفر جمعیت دارد و ۹۲٫۹۷ متر بالاتر از سطح دریا واقع شده‌است.